# Собор Иоанна Крестителя (Слайго)
Собор Иоанна Крестителя (англ. St John the Baptist Cathedral), полное название — Собор Пресвятой Девы Марии и Иоанна Крестителя (англ. Cathedral of St Mary the Virgin and St John the Baptist) — один из двух англиканских соборов Церкви Ирландии в диоцезе Килмора, Элфина и Арды (второй — собор Святого Фелима в Килморе). Находится в Слайго на северо-западе Ирландии.
В Слайго также есть католический собор Непорочного Зачатия.

## История
Собор Иоанна Крестителя почти наверняка построен на месте средневековой лечебницы и приходской церкви в честь Троицы, основанной в XIII веке. Часть средневековой постройки включена в нынешнюю западную башню.
Когда ирландский архитектор немецкого происхождения Рихард Кассельс (1690—1751) приехал в Слайго в 1730 году, чтобы спроектировать Хейзелвуд-хаус для семьи Уинн, ему также заказали построить церковь Св. Иоанна. При проектировании Кассельс находился под сильным влиянием архитектуры базилики в раннероманском стиле. При дальнейших перестройках в 1812 и 1883 годах внешний вид здания был существенно изменён за счет замены оригинальных романских окон с круглыми арками, добавления зубцов и небольших башен, а также расширения алтаря. Несколько романских окон всё ещё можно увидеть в западной башне.
В 1961 году было принято перенести резиденцию епископа в церковь Иоанна Крестителя в Слайго после того, как за четыре года до этого кафедральный собор диоцеза Элфина и Арды в деревне Элфин сильно пострадал из-за урагана. 25 октября 1961 года церкви был присвоен статус кафедрального собора; её освятили во имя Пресвятой Девы Марии и Иоанна Крестителя.